# Sara Nišmit
Sara Nišmit také Sara Nišmit Šner(12. března 1913 Sejny Polsko – 22. září 2008 kibuc Lochamej ha-Geta'ot Izrael) narozená jako Sara Dušnickaitė nebo Sonia Dusznicka byla izraelská spisovatelka.

## Životopis
Sara Dušnickaitė se narodila v maloměstské židovské komunitě Sejny v polském Podleském vojvodství. Během první světové války se spolu se svým otcem, matkou Lisou a sestrami Manyou (Miriam) a Lyubou často stěhovala a po válce žila na rodinném statku poblíž vesnici Dusznica v severovýchodním Polsku blízko litevské hranice. Otec byl povoláním zeměměřič a známý veřejný činitel, ke kterému často přicházeli návštěvníci hledat radu a pomoc.
Na základní školu chodila ve městě Suwałki. Poté studovala na litevském městském gymnáziu ve městě Lazdijai, kde byla vyučovacím jazykem litevština. Zde se poprvé setkala s antisemitismem a záhy se začala zajímat o sionismus. Ve třicátých letech se přestěhovala do města Kaunas, kde studovala na univerzitě. Vystudovala psychologii a lingvistiku. Patřila ke klíčovým aktivistkám Armády spásy. Přála si emigrovat do Palestiny, ale po arabských nepokojích v roce 1936 byla nucena zůstat v Kavnasu.
Na počátku druhé světové války se stala se ředitelkou organizace Tarbut podporující židovské školství. V roce 1941 uprchla s matkou a sestrami do Sovětského svazu. Provdala se. Její manžel se jmenoval Izia Sapir, ale záhy během války zemřel. Při pobytu v západním Bělorusku se dostala do nacistického pracovního tábora Dvorec v okrese Nowogrodek. Koncem roku 1942 se jí podařilo uniknout do sovětské partyzánské skupiny. Partyzánská jednotka se často přesouvala a ona pracovala jako ošetřovatelka, také v kuchyni, byla i písařkou. Při jedné bojové operací byla zraněna na rameni.
V roce 1946 pracovala pro Židovský historický institut ve Varšavě a spolupracovala s historikem Emanuelem Ringelblumem při práci na jeho tajném archivu. V témže roce se podruhé vdala za Zviho Šnera. Koncem 1947 odcestovala sama do Palestiny. Manžel ji následoval o osm měsíců později. V prvních letech zde učila ve škole ve městě Akko, kde vyučovala děti imigrantů. V roce 1949 patřila mezi zakladatele vesnice (kibuc) Lochamej ha-Geta'ot, kde žila po zbytek života. Měla tři děti. Věnovala se psaní knih, několik napsala také pro děti. Sbírala svědectví přeživších holocaustu a zabývala se historickým výzkumem. Pracovala s manželem v muzeu, jehož byl ředitelem. Psala knihy zaměřené na židovské utrpení během války.